# Andrés Vives y Altafulla
Andrés Vives y Altafulla (Alcañiz, Teruel, ? – Roma, 1536) fue un médico y religioso aragonés. Fue deán de la Colegiata de Alcañiz y médico papal durante los papados de Julio II y León X.

## Biografía
Nació en Alcañiz, donde, como en Lérida, completó sus estudios. Pasó luego, como colegial del Colegio Mayor de San Clemente de los españoles de Bolonia, y fundador en esta ciudad del insigne colegio de Vives que erigió y dotó con seis becas en beneficio de los estudiantes alcañizanos, principalmente de su familia, el año 1528. Aquí en Bolonia se perfeccionó en el estudio de la Medicina y otras facultades, graduándose últimamente de Maestro de Artes.
De Bolonia se trasladó a Roma, honrándole los Sumos Pontífices Julio II y León X con los destinos de médico de familia, Protonotario de Letras Apostólicas de número "participantium". Y en España obtuvo las dignidades de Prior de la iglesia Mayor de Alcañiz y Canónigo de la catedral de Barcelona; así lo refiere el canónigo don Salvador Silvestre de Velasco, colegial mayor del mencianado San Clemente, y advierte que hizo muchas obras pías, como la fundación de un convento de franciscanos observante en Alcañiz el año 1528, a quien legó gran parte de su librería; la de un Monte de Piedad, en utilidad de esta ciudad; la de siete dotes para otras tantas doncellas, que debían de distribuirse en la festividad de la Encarnación del Verbo Divino; la de una limosna para pobres viudas, en todos los meses del año; otro, a siete ancianos, todos los días, después de haber oído las misas de sus dos capellanes en la capilla de Nuestra Señora de la Soledad, y la de las asistencias a cinco estudiantes en la Universidad de Zaragoza para cinco paisanos suyos, principalmente deudos, en la forma que las dan en Salamanca, la santa iglesia de Sevilla; fundó en Alcañiz el colegio Valero; certificando aquel escritor, que estas noticias se las comunicó el doctor don Pedro de Altafulla, colegial del dicho de Vives en Bolonia, como que constaba en la escritura de su fundación, y en un privilegio que le concedió el Papa Clemente VIII. El doctor don Francisco de Sanabria Feijóo, colegial del Mayor de San Clemente refiere algunas de estas memorias, y el canónigo Blasco de Lanuza, en sus Historias, acordando otras liberalidades suyas.
Sus grandes conocimientos en las ciencias médicas y los destinos y comisiones importantes que dignamente desempeñó, le proporcionaron formar un cuantioso capital del que hizo el piadoso uso que acreditan sus generosas donaciones. En primer lugar regaló a la Colegiata de Alcañiz un preciosísimo vaso de oro de gran tamaño y valor, adornado de muchas piedras preciosas y trabajado con el mayor gusto y esmero. Dicho vaso y una crecida suma de dinero, fueron el premio de una portentosa curación que hizo al emperador de Constantinopla, Solimám II, llamado el Magnífico; el cual había apelado en vano para alcanzarla, a los más famosos médicos de su época.
Con todo esto legó el maestro Vives a la posteridad un nombre célebre y simpático, un carácter benéfico y religioso, un ejemplo nobilísimo de desprendimiento y patriotismo y una memoria imperecedera para los hijos de Alcañiz. Su último testamento otorgado en Roma, en el año 1528, lo conservaban con aprecio sus parientes sucesores de esta ciudad, hasta hace poco tiempo".
Siendo deán de nuestra Colegiata dio principio a los cinco libros en 1503. Se ignora si dejó, como se presume, algunos escritos, y sólo consta que ordenó el de: 
Las Constituciones y Estatutos del referido de Bolonia, que en el día se haya unido al Mayor de San Clemente de esta ciudad, como se dijo en la Memoria del célebre Ruiz de Moros, colegial de aquel e hijo de Alcañiz.
Según Mariano Sánchez Muñoz, murió en 1536.